# Stockay
Stockay is een gehucht in de gemeente Saint-Georges-sur-Meuse in de Belgische provincie Luik.

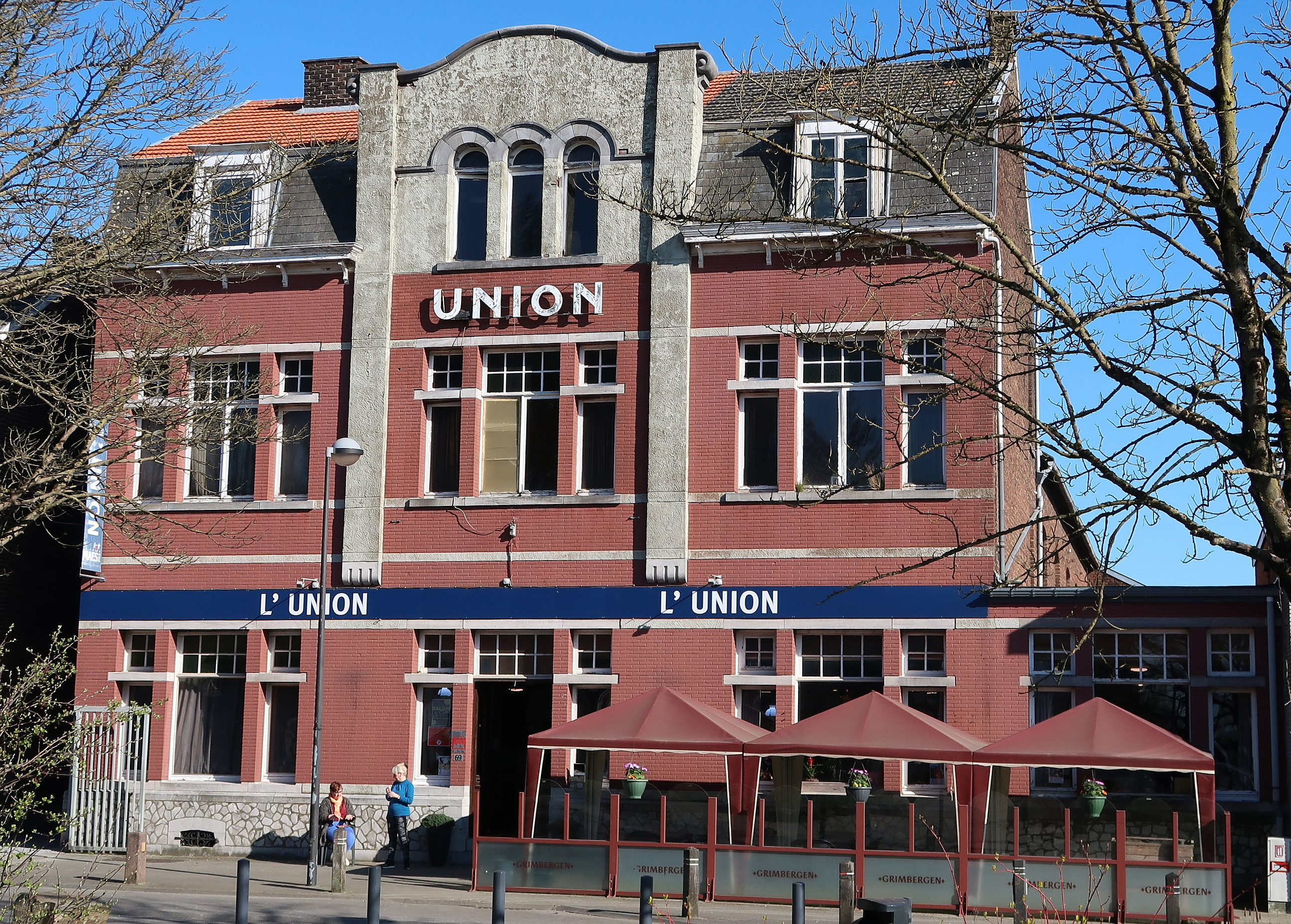
Zaal "l'Union" in Stockay

## Geschiedenis
Stockay ontstond nabij het Kasteel van Warfusée maar vooral in de 19e eeuw was sprake van bevolkingstoename, vooral vanwege de industrialisatie van het nabijgelegen Maasdal. Er kwam een brouwerij, een molen en een smidse. Ook werden er een aantal voorname huizen gebouwd.

## Bezienswaardigheden
- De Onze-Lieve-Vrouwekerk (Église Notre-Dame) werd gebouwd in 1970 in de stijl van het naoorlogs modernisme. Architect was C. Legot. Het is een zeshoekig bouwwerk in beton, baksteen en hout dat gedekt wordt door een zeshoekig tentdak. Deze parochiekerk verving de oude Onze-Lieve-Vrouwekerk te Warfusée van het 2e kwart van de 19e eeuw, die aan het begin van de dreef naar het Kasteel van Warfusée lag, maar tot ruïne vervallen is. De hoogte aan de Onze-Lieve-Vrouwekerk bedraagt 207 meter.
- Stockay bezit ook een protestants kerkgebouw dat omstreeks 1940 tot stand kwam.

## Sport
In Stockay speelt voetbalclub Royal Stockay Saint-Georges-sur-Meuse.

## Nabijgelegen kernen
- Warfusée
- La Mallieue
- Yernawe

Dommartin · La Mallieue · Saint-Georges-sur-Meuse · Stockay · Sur-les-Bois · Tincelle · Warfusée · Yernawe

Belgische gemeenten · Arrondissement Verviers · Luik · Wallonië